# 변영립
변영립(邊永立, 1929년 9월 20일~2016년 11월 15일)은 조선민주주의인민공화국의 정치인이며, 그는 지난날 북한 인민 정부 문교성 고등교육부 대학지도국 국장 직책을 거쳐 최고인민회의 상임위원회 서기장 등을 지냈다.

## 생애와 경력
1929년 일제 강점기 황해도 재령에서 출생하여 지난날 한때 일제강점기 황해도 해주를 거쳐 일제 강점기 평안남도 대동에서 잠시 유아기를 보낸 적이 있는 그는 1950년 9월 2일 조선인민군에 입대하여, 김일성종합대학에서 물리학사 학위를 받았다. 1968년 2월 29일 조선인민군 지상군 중좌 예편한 그는 김일성종합대학 강좌실 차장과 북조선 문교성 고등교육부 예하 국장, 북조선 문교성 교육위원회 1부 차장, 국가과학원 부원장, 북조선 문교성 교육상, 국가과학원 원장을 거쳤다.
2009년 7월부터 최고인민회의 상임위원회 서기장으로 있다.
2010년 9월에 열린 조선로동당 대표회의에서 조선로동당 중앙위원회 정치국 위원으로 선출되었다.

## 논란

### 그의 사후 불거진 광주 관련 음모론 루머 논란
2016년 11월 15일 그의 사후 3년 지난 대한민국에서는 2019년 1월 22일 전후 시점을 기하여, "변영립 그의 사후 5.18 유공자 명단 관련 논란"이 갑자기 대한민국에서 불거졌는데 지난 1980년 5월 18일을 기하여 첫 도화선을 이루었던 대한민국 영토 전남 광주 시내 1980년 5월 민중 대규모 항동 사건 시절 아직 생전의 북조선 문교성 고등교육부 대학지도국장 故 변영립 氏 이름 석 자가 광주 5.18 명단에 기재되어 있다면서 서정갑 前 총재와 지만원 前 교수가 2019년 1월 22일에 모두 각각 공통적으로 토로하면서 서정갑과 지만원이 모두 5.18 관련 재단을 비롯한 단체에 충격을 안기게끔 한 적이 있다.